# Teoria da presença social incorporada (Teoria ESP)
A teoria da presença social incorporada (em Inglês: Embodied Social Presence theory ou ESP Theory), também conhecida como Teoria ESP, foi proposta em 2010 por Brian E. Mennecke, Janea L. Triplett, Lesya M. Hassall e Zayira Jordan, professores da Universidade Estadual de Iowa e pesquisadores das áreas Sistema de informação, Interação humano-computador e Gestão da cadeia de suprimentos, através do artigo Embodied Social Presence Theory (tradução livre: Teoria da presença social incorporada) publicado na 43ª Conferência Internacional Hawaiiana sobre Ciências do Sistema . A teoria da presença social incorporada interpreta o corpo humano como nexo de comunicação e propõe que uma representação incorporada em um espaço virtual ou real compartilhado afeta as percepções dos usuários deste espaço, pois os atrai para um maior envolvimento cognitivo em suas atividades compartilhadas e atos de comunicação . 
A teoria da presença social incorporada se apoia na Teoria da atividade (em Inglês: Activity Theory), cujo foco principal é a natureza social da atividade em contexto e cujo objetivo é entender como as pessoas usam seu conhecimento de contexto, ferramentas e símbolos para desenvolver uma compreensão de seu mundo em um determinado contexto baseado em atividades. Partindo da Teoria da atividade, a teoria da presença social incorporada utiliza o princípio de interpretação de um MUVE (do inglês Multi-User Virtual Environment, tradução livre: Ambiente Virtual Multiusuário) para definir seu foco, pois, em um MUVE, o corpo virtual é usado como uma ferramenta de comunicação por meio da ação que está inserida em um contexto simbólico, que é semelhante a como as pessoas usam seus corpos físicos em espaços reais e, assim, a teoria da presença social incorporada aplica esses conceitos a ambientes virtuais e seu o foco está em como o indivíduo aprende sobre seu ambiente e os outros nesse ambiente .
Os autores da teoria da presença social incorporada têm como objetivo a explicação do fenômeno da presença, especificamente nos mundos virtuais, concentrando suas pesquisas em implicações para a comunicação em outras mídias, e propõe um modelo central para a compreensão do processo de comunicação que ocorre por meio de interações mediadas pelo corpo virtual representado em um avatar (informática) . 
Os autores da teoria da presença social incorporada delineiam pesquisas futuras posteriores à publicação original de 2010  que, segundo eles, devem se concentrar no exame da Teoria ESP além de examinar a teoria em outros contextos, como diferentes MUVEs ou meios de comunicação . A explicação da teoria da presença social incorporada é proposta como um ponto de partida para uma discussão sobre o papel da incorporação e atividade compartilhada em espaços virtuais .
Em 2011, Brian E. Mennecke, Janea L. Triplett, Lesya M. Hassall e Zayira Jordan deram continuidade ao desenvolvimento da teoria da presença social incorporada juntamente com Rex Heer, também professor pesquisador da Universidade Estadual de Iowa, através do artigo An Examination of a Theory of Embodied Social Presence in Virtual Worlds (tradução livre: Um exame da teoria da presença social incorporada em mundos virtuais), no qual a Teoria ESP é examinada por meio de uma análise qualitativa de dados reflexivos obtidos de 59 usuários pioneiros da Second Life .